# Jessica Schellack

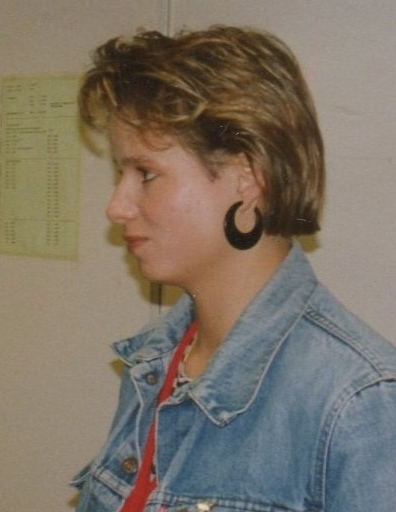
Jessica Schellack

Jessica Schellack (* 1965 in Hamburg) ist eine deutsche Drehbuchautorin und Reporterin beim Fernsehen.

## Leben
Die Tochter des Reporters und Regisseurs Jürgen Roland hatte die Deutsche Journalistenschule in München besucht und anschließend Gaststudiengänge in Berkeley und Madrid absolviert. Dank der Kontakte ihres eng mit dem NDR zusammenarbeitenden Vaters gelang ihr zu Beginn der 1990er Jahre der Einstieg beim Fernsehen. Von 1990 bis 1997 war sie als Außenreporterin beim Hamburg Journal des NDR-Regionalfernsehens aktiv.
Nebenbei begann Jessica Schellack seit 1995 Drehbücher zu schreiben, seit 1997 in Zusammenarbeit mit ihrer nahezu gleichaltrigen Kollegin Kerstin Oesterlin. Verfasste Schellack zunächst überwiegend Manuskripte zu einzelnen Folgen der Serien ihres Vaters (Peter Strohm, Stahlnetz, Großstadtrevier), so änderte sich dies ab Ende der 90er Jahre, als sie nunmehr auch die Drehbücher zu Einzelfilmen – überwiegend Komödien und Romanzen – schrieb. Ein Großteil dieser leichtgewichtigen Filme entstanden als Auftragsarbeiten für die ARD, hergestellt vom Studio Hamburg, Sat1 oder der Produktionsfirma Regina Zieglers. Nebenbei tritt sie gelegentlich auch weiterhin für das NDR-Fernsehen als Reporterin in Aktion (z. B. bei der Sendung Flohmarktjäger). Das Hamburger Abendblatt zählte sie im Jahre 2002 zu einer der damals erfolgreichsten deutschen Drehbuchautorinnen.

## Privates
Jessica Schellack hat einen Bruder. Sie ist verheiratet und hat zwei Kinder. Sie lebt und arbeitet in Hamburg.

## Filme (als Drehbuchautorin)
- 1995: Peter Strohm
- 1995–1999: Großstadtrevier (sieben Folgen der Serie)
- 1997: Tanja
- 1999: Männer und andere Katastrophen
- 1999: Stahlnetz (zwei Folgen der Krimireihe)
- 1999: Die Schule am See (eine Folge der Serie)
- 2002: Vollweib sucht Halbtagsmann
- 2002: Aus lauter Liebe zu Dir
- 2003: Mutter kommt in Fahrt
- 2005: Glück auf halber Treppe
- 2006: Eine Liebe am Gardasee (fünf Folgen)
- 2007: Freie Fahrt ins Glück
- 2008: Ein Ferienhaus in Schottland
- 2008: Ein Ferienhaus auf Ibiza
- 2009: All You Need Is Love – Meine Schwiegertochter ist ein Mann
- 2009: Eine Liebe in Venedig
- 2010: Das Traumschiff (Folge Bora-Bora)
- 2011: Manche mögen’s glücklich
- 2013 ff.: Die Rosenheim-Cops
- 2014: Trennung auf Italienisch
- 2015: Sophie
- 2015: Weihnachts-Männer